# The Society Shop
The Society Shop is een Nederlandse modeketen die zich richt op herenkleding, schoenen en accessoires. Het bedrijf werd opgericht in 1934 in Amsterdam en begon als een speciaalzaak voor hemden. Na de Tweede Wereldoorlog breidde het bedrijf zijn assortiment uit en opende meerdere vestigingen. Tegenwoordig heeft The Society Shop vijftien winkels verspreid over Nederland en België.

## Geschiedenis
Het bedrijf werd in 1934 opgericht als hemdenwinkel in Amsterdam. Na de oorlog maakte het bedrijf een grote expansie door en had in de jaren 80 veertig filialen in Nederland.
In 1995 kwam The Society Shop via een managementbuy-out in handen van Jeroen Bik, Hans Beer en Frans Groenendijk. Op dit moment is het bedrijf in handen van Hans Beer en Rene Bultena.
Anno 2023 telt The Society Shop vijftien vestigingen verspreid door Nederland en België. In 2016 hebben zij ook een webshop gelanceerd.